# Anna Karin Lith
Anna Karin Birgitta Lith Ozarowsky, skriver sig AnnaKarin Lith, ogift Larsson, född 28 maj 1964 i Torsåkers församling i Gävleborgs län, är en svensk journalist.

## Biografi
Lith har arbetat som reporter inom både radio och press, bland annat vid Arbetarbladet, Sveriges Radio och Dalarnas Tidningar. Hon var redaktionschef vid Avisen 2001–2002, programchef vid SR Gävleborg 2002–2004, nyhetschef och redaktionell utvecklingschef vid Dalarnas Tidningar 2004–2006, chefredaktör och verkställande direktör för Motala Tidning 2006–2008 och chefredaktör vid Hallands Nyheter 2008–2009. Hon var chef för redaktionell verksamhet inom mediekoncernen Hallpressen 2009–2011 och blev därefter redaktionell chef inom mediekoncernen Mittmedia.
I juli 2016 lämnade hon och koncern-VD Thomas Peterssohn Mittmedia efter kritik mot styrelsens förändringsarbete. Därefter satt hon i finska HSS Medias styrelse och ledde projekt för Bonnier. I oktober 2017 blev hon tillförordnad kommunikationsdirektör för Region Gävleborg. I november samma år tog plats i HD-Sydsvenskans styrelse, en post som hon lämnade 2021.

## Privatliv
Lith var 1985–1998 gift med Torgny Lith (1951–2014) och från 1999 med Bengt "Becke" Ozarowsky (1953–2013). Hon har fyra barn, däribland dottern Anna Benker, ogift Lith (född 1981), som är chefredaktör för Västerbottens Folkblad.